# TRI-D
TRI-Dは3Dプリンターで出力された金属製のロケットエンジンである。 カリフォルニア大学サンディエゴ校 (UCSD)の学生がNASAが以前に検討したGPI試作技術と直接金属レーザー焼結法(DMLS)による製造プリンターを使用して2014年2月の時点においてUCSDの学生達はNASA以外でこの大きさのロケットエンジンを3Dプリンターで製造した初のグループである。 Tri-D エンジンの費用はUS$6,800である。

## 開発
Tri-Dロケットエンジンは出力されたロケットの構成要素の実用性を調査するためにNASAのマーシャル宇宙飛行センターとの共同で設計、製造された。重量1.33 kg (2.93 lb)未満のナノサットやキューブサットを打ち上げ可能な打上げ機の第3段の動力のために設計された。

## 仕様諸元
Tri-D は全長、約17.7 cm で重量は約4.5 kgである。コバルト・クロム合金粉末から出来た。推進剤はケロシンと液体酸素である。エンジンの推力はおよそ200 重量ポンド (890 newtons; 91 kilograms-force)である。Gizmagによれば "噴射装置は燃料-酸化剤-酸化剤-燃料の構成で外側の2つの燃料オリフィスは内側の2つの酸化剤オリフィスに収束する"とされる。
エンジンは再生冷却ジャケットを備え、エンジンノズルが燃焼中に過熱することを緩和する。燃焼器は推進剤が燃焼機内の中央部で燃焼することにより、できるだけ内壁から離れて熱を生成し、同時に低温のガスでフィルム断熱される。

## 印刷機
エンジンは直接レーザー焼結法(DMLS)と称されるGPI試作機と製造サービスプリンターを使用して製造された。
印刷工程ではクロム・コバルト合金の粉末を薄い層状に広げ、コンピュータ制御によるレーザーでエンジンの構成要素の断面を溶融して固める。1層の作業が終われば次の層を広げて完成するまで作業を繰り返す。形成に寄与しなかった金属粉末は除去されず印刷工程で支持材の役割を果たす。最終的に硬化して洗浄後、組み立てられる。

## 燃焼試験
燃焼試験はいかなる問題もなくモハーヴェ砂漠で実施され、推力200 重量ポンド (890 newtons; 91 kilograms-force) に到達した。チームは"この成功は通過点に過ぎず次の段階ではより廉価な推進システムを開発して宇宙の商業化が可能になる"と主張した。

### 噴射装置の試験
3Dプリントで製造された噴射装置の試験は従来の製造方法で製造されたエンジンで試験が実施された。2014年8月22日に噴射装置の試験を実施し、エンジンは推力 20,000重量ポンド(89,000 newtons; 9,100 kilograms-force) を生じた。

## Vulcan-I
グループが開発中のVulcan-Iと称するロケットエンジンは"Tri-D'の兄"のあだ名で呼ばれる。